# Dust Bowl
Dust Bowl (с англ. — «Пыльный котёл») — девятый студийный альбом американского блюз-рокового музыканта Джо Бонамассы, изданный 22 мая 2011 года на студии J&R Records.
В качестве основы для обложки использована знаменитая фотография «Пыльная буря в округе Симаррон, Оклахома» 1936 года, сделанная Артуром Ротштейном (1915—1985): фермер и двое его сыновей во время пыльной бури в округе Симаррон, Оклахома, 1936 год. Альбом дебютировал на двенадцатом месте в Великобритании, а в США он дебютировал на первом месте в чарте блюзовых альбомов Billboard Blues Albums.

## Об альбоме
Альбом был записан в студиях Black Rock Studios (Санторини, Греция), Ben’s Studio (Нашвилл, США), The Cave (Малибу, Калифорния) и The Village Recorder (Лос-Анджелес).
Джо Бонамасса накладывает на звучание альбома немного кантри, привлекая Джона Хайатта для дуэта в песне «Tennessee Plates» и приглашая Винса Гилла сыграть в ленивом шаффле «Sweet Rowena». Это акценты на альбоме, который в остальном придерживается сильной манеры Бонамассы — блюза в духе Cream, Стиви Рэя и Гэри Мура.

## Отзывы
| Оценки критиков | Оценки критиков |
| Источник        | Оценка          |
| --------------- | --------------- |
| Allmusic        | [ 4 ]           |
| Premier Guitar  | [ 5 ]           |

Альбом получил положительные отзывы музыкальной критики и интернет-изданий. Стивен Томас Эрлевайн написал в AllMusic, что «Джо Бонамасса, самый работоспособный блюз-рок-гитарист XXI века, создаёт в альбоме… особый вкус, и говорит о том, что постоянная работа гитариста подталкивает его к синтезу своих явных влияний в нечто уникальное, своё собственное».

## Список композиций
| №                   | Название | Автор(ы)                       | Длительность |
| ------------------- | --- | ------------------------------ | ------------ |
| 1.                  | «Slow Train»                                                                                                  | Joe Bonamassa, Kevin Shirley   | 6:49         |
| 2.                  | «Dust Bowl»                                                                                                   | Bonamassa                      | 4:33         |
| 3.                  | «Tennessee Plates» (ft. John Hiatt; John Hiatt cover)                                                         | John Hiatt, John Porter        | 4:18         |
| 4.                  | «The Meaning of the Blues» (Often mistakenly listed as a Bobby Troup cover, but this is an original JB song.) | Bonamassa                      | 5:44         |
| 5.                  | «Black Lung Heartache»                                                                                        | Bonamassa                      | 4:14         |
| 6.                  | «You Better Watch Yourself» (Little Walter cover)                                                             | Bonamassa, Walter Jacobs       | 3:30         |
| 7.                  | «The Last Matador of Bayonne»                                                                                 | Bonamassa                      | 5:23         |
| 8.                  | «Heartbreaker» (ft. Glenn Hughes; Free cover)                                                                 | Paul Rodgers                   | 5:49         |
| 9.                  | «No Love on the Street» (Tim Curry cover)                                                                     | Tim Curry, Michael Kamen       | 6:32         |
| 10.                 | «The Whale That Swallowed Jonah»                                                                              | Bonamassa                      | 4:46         |
| 11.                 | «Sweet Rowena» (ft. Vince Gill)                                                                               | Vince Gill, Pete Wasner        | 4:34         |
| 12.                 | «Prisoner» (Barbra Streisand cover)                                                                           | John Desautels, Karen Lawrence | 6:48         |
| Общая длительность: | Общая длительность:                                                                                           | Общая длительность:            | 63:00        |

## Чарты
Альбом дебютировал на 12-м месте в Великобритании. В США альбом дебютировал на первом месте в чарте блюзовых альбомов Billboard Blues Albums и три недели возглавлял его, а также и под номером 37 в чарте Billboard 200.
| Чарт (2011)                           | Высшая позиция |
| ------------------------------------- | -------------- |
| Австрия (Ö3 Austria)                  | 32             |
| Бельгия/Фландрия (Ultratop)           | 39             |
| Бельгия/Валлония (Ultratop)           | 53             |
| Дания (Hitlisten)                     | 31             |
| Нидерланды (Album Top 100)            | 12             |
| Франция (SNEP)                        | 115            |
| Германия (Media Control)              | 10             |
| Норвегия (VG-lista)                   | 7              |
| Швеция (Sverigetopplistan)            | 27             |
| Швейцария (Schweizer Hitparade)       | 17             |
| Великобритания (UK Albums Chart)      | 12             |
| США (Billboard 200)                   | 37             |
| США (Billboard Top Blues Albums)      | 1              |
| США (Billboard Top Tastemaker Albums) | 7              |

## Сертификации
| Регион                                                                      | Сертификация | Продажи |
| --------------------------------------------------------------------------- | ------------ | ------- |
| Великобритания (BPI)                                                        | Серебряный   | 60 000  |
| Данные о продажах + прослушиваниях приведены только на основе сертификации. |              |         |